# فيكتور هولت
فيكتور هولت (8 مايو 1908 في الولايات المتحدة - 22 أبريل 1988 في الولايات المتحدة) (بالإنجليزية: Victor Holt)‏ هو لاعب كرة سلة أمريكي في مركز الوسط. لعب مع Oklahoma Sooners men's basketball ‏.